# Mac Coy
Mac Coy è un fumetto (bande dessinée) franco-belga, avente per protagonista l'ufficiale sudista Alexis Mac Coy.
È stato creato nel 1974 dallo sceneggiatore Jean-Pierre Gourmelen e dal disegnatore spagnolo Antonio Hernández Palacios per la rivista francese Lucky Luke, dell'editore Dargaud.